# Маметьево
Маме́тьево (тат. Мәмәт) — село в Альметьевском районе Татарстана, административный центр Маметьевского сельского поселения.

## История
В «Списке населенных мест по сведениям 1859 года», изданном в 1864 году, населённый пункт упомянут как казённая и башкирская деревня Маметева 1-го стана Бугульминского уезда Самарской губернии. Располагалась при речке Кичуе, по левую сторону Казанского почтового тракта из Бугульмы в Чистое Поле, в 70 верстах от уездного города Бугульмы и в 20 верстах от становой квартиры в казённой и башкирской деревне Альметева (Альметь-муллина). В деревне в 61 дворе жили 770 человек (378 мужчин и 392 женщины). Была мечеть.
По переписи 1897 года в деревне Маметево Бугульминского уезда Самарской губернии проживали 1212 человек (583 мужчины, 629 женщин), в том числе 1205 мусульман.

## Население
Число жителей
| 1746 | 1762 | 1782 | 1811 | 1834 | 1859 | 1889 | 1910 | 1920 | 1926 | 1938 | 1949 | 1958 | 1970 | 1979 | 1989 | 2002 | 2010 | 2015 |
| ---- | ---- | ---- | ---- | ---- | ---- | ---- | ---- | ---- | ---- | ---- | ---- | ---- | ---- | ---- | ---- | ---- | ---- | ---- |
| 67   | 78   | 99   | 154  | 375  | 770  | 983  | 1460 | 1579 | 1294 | 1416 | 1161 | 933  | 996  | 851  | 702  | 753  | 722  | 824  |

Национальный состав
Согласно результатам переписи 2002 года, в национальной структуре населения села татары составляли 98% из 753 человек.